# Zamek Rakvere
Zamek Rakvere (niem. Burg Wesenberg lub Burg Wierland) – ruiny zamku krzyżackiego z XIII wieku w Rakvere w północnej Estonii. 

## Historia

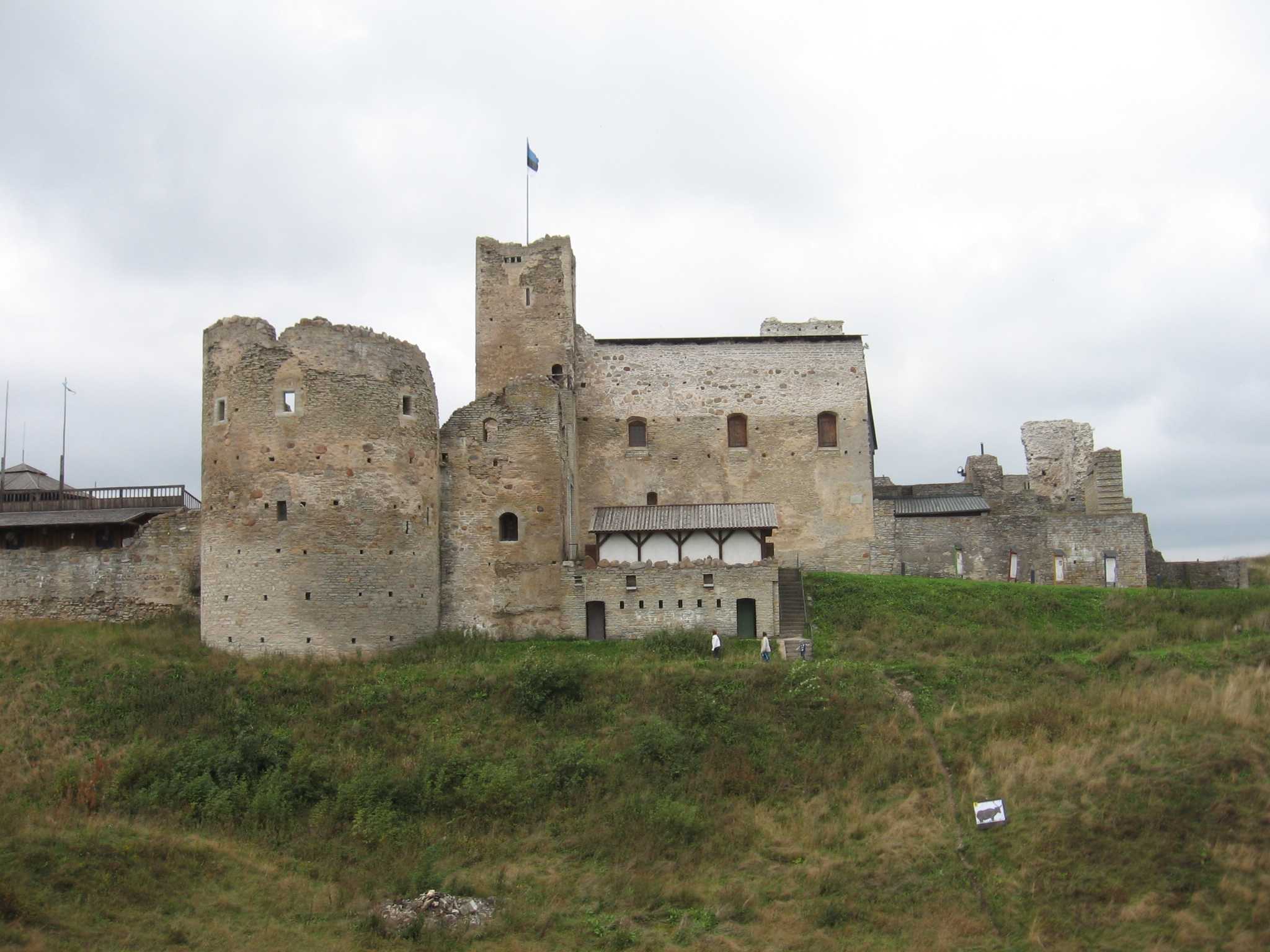
Zamek od strony wschodniej

Od czasów prehistorycznych na wzgórzu zamkowym istniała drewniana warownia wzniesiona prawdopodobnie przez pierwszych osadników. W 1220 za panowania króla duńskiego Waldemara II, tereny północnej Estonii zdobyli Duńczycy. Zaczęli oni rozpowszechniać budownictwo z kamienia. Z tego okresu pochodzi pierwszy raz użyta nazwa okolicy Tarnvape (wymieniana w tzw. Kronice Liwońskiej Henryka Łotysza). Na miejscu drewnianego zamku Duńczycy wybudowali kamienną twierdzę, określaną w dokumentach z 1252 jako Wesenberg. Miała ona kształt fortu i była otoczona drewnianymi palisadami. W 1268 w pobliżu zamku rozegrała się bitwa, zwana Bitwą pod Rakovorem, pomiędzy zjednoczonymi siłami ruskimi z Pskowa i Nowogrodu, a połączonymi siłami duńskimi i inflanckimi, zakończona zwycięstwem tych pierwszych. W jej wyniku przez kolejne 30 lat Duńczycy zaniechali jakichkolwiek ataków na ziemie ruskie.
W 1302 Rakvere otrzymało przywileje miejskie na prawie lubeckim, a w 1347 król duński Waldemar III sprzedał Krzyżakom ziemie, na których leżał zamek. Na miejscu dotychczasowej twierdzy (wykorzystując i poszerzając dotychczasowe założenie) wznieśli oni potężny zamek, jako siedzibę lokalnych władz zakonnych. W XVI w. dobudowano okrągłą wieżę. Zamek był własnością Krzyżaków przez ponad dwieście lat, do czasów wojen inflanckich. W ich wyniku zamek przeszedł na własność Rosjan, którzy dobudowali do zamku nieregularne zewnętrzne mury obronne. Duńczycy podejmowali próby odbicia zamku i miasta z rąk rosyjskich, ale bezskutecznie.
Zamek wielokrotnie narażany był na ataki i próby zniszczenia oraz wielokrotnie remontowany i rozbudowywany. Ostatniej rozbudowy dokonali Szwedzi w XVI w., którzy po północnej i południowej stronie zamku dobudowali baszty i wzmocnili ścianę oraz wieże po zachodniej stronie zamku. Znaczne zniszczenia zamku poczynione zostały w czasie wojen polsko-szwedzkich w XVII wieku, w czasie których rozegrała się między innymi Bitwa pod Rakvere, w której polskim wojskiem dowodził Jan Karol Chodkiewicz. Kres funkcjonowania zamku przyniosła III wojna północna (1700-1721), po której materiały budowlane ze zburzonego zamku były wykorzystywane przez okolicznych mieszkańców na własne potrzeby.

## Zamek współcześnie
Mimo znacznych zniszczeń dokonanych w ostatnim okresie funkcjonowania warowni, zamek zachował się do czasów współczesnych w postaci okazałej ruiny. Przez cały wiek XX prowadzone są w zamku prace archeologiczne i konserwatorskie. Wewnątrz zamku od 2002 mieści się muzeum oraz odbywają się liczne imprezy kulturalne.